# Trocòfora

L'anatomia d'una trocòfora
A - Episfera
B - Hiposfera
1 - Ganglis
2 - Plomall apical
3 - Prototroca
4 - Metatroca
5 - Nefridi
6 - Anus
7 - Protonefridis
8 - Tracte gastrointestinal
9 - Obertuda bucal
10 - Blastocel

Una trocòfora, també dita trocòfor, és un tipus de larva planctònica marina de vida lliure amb nombroses bandes de cilis. Movent els cilis ràpidament, es crea un remolí d'aigua. D'aquesta manera la larva controla la direcció del seu moviment. D'altra banda, d'aquesta manera s'apropa el menjar, per tal de capturar-lo més fàcilment. Les trocòfores existeixen com a formes larvals dins el clade dels trocozous, (trochozoa) clade que inclou els entoproctes, mol·luscs, anèl·lids, equiürs, sipúnculs i nemertins. Aquests fílums junts formen part dels lofotrocozous; és possible que les larves trocòfores estiguessin presents en el cicle vital de l'ancestre comú del grup.
Les larves trocòfores sovint mengen plàncton.